# La Chapelle-aux-Bois
La Chapelle-aux-Bois település Franciaországban, Vosges megyében. Lakosainak száma 672 fő (2022. január 1.). La Chapelle-aux-Bois Les Voivres, Xertigny, Charmois-l’Orgueilleux, Le Clerjus és La Vôge-les-Bains községekkel határos.

## Népesség
A település népességének változása:
| Lakosok száma | 670  | 666  | 680  | 668  | 670  | 672  | 674  | 674  | 672  |
|               | 2013 | 2015 | 2016 | 2017 | 2018 | 2019 | 2020 | 2021 | 2022 |